# Emmiltis vannaria
Emmiltis vannaria là một loài bướm đêm trong họ Geometridae.